# NGC 4641
NGC 4641 (również PGC 42769 lub UGC 7889) – galaktyka soczewkowata (S0), znajdująca się w gwiazdozbiorze Panny. Odkrył ją Lewis A. Swift 17 kwietnia 1887 roku. Należy do Gromady w Pannie.